# Viktoriapark
Viktoriapark er en park i bydelen Friedrichshain-Kreuzberg i Berlin, Tyskland.
Parken er beliggende på et plateau i Kreuzberg umiddelbart nord for Flughafen Berlin-Tempelhof. Parken rummer blandt andet et nationalt mindesmærke (Nationaldenkmal) for befrielseskrigen mod Napoleon samt et markant kunstigt vandfald.
Viktoriapark blev tegnet i 1821 af Karl Friedrich Schinkel. Fra parken er der en storslået udsigt over størstedelen af det sydlige Berlin. Parken blev redesignet i 1888 og udbygget i 1913 og 1916.
52°29′20″N 13°22′50″Ø / 52.48889°N 13.38056°Ø